# Juliana Wilhelmina Dessauvagie-van der Noordaa
Juliana Wilhelmina (Julie) Dessauvagie-van der Noordaa (Makassar, 27 maart 1885 - Ravensbrück, 9 februari 1945) was een Nederlands verzetsstrijder bij de Ordedienst.

## Levensloop
Van der Noordaa werd geboren op 27 maart 1885 in Makassar, Nederlands-Indië. Ze was de dochter van Gerardus Philippus Marius van der Noordaa en Helena Catharina van Hout. Haar vader was werkzaam bij het Koninklijk Nederlands-Indisch Leger. Op 21 oktober 1904 trouwde ze in Den Haag met tweede luitenant artillerie Frederik Louis Herman Dessauvagie. Na hun huwelijk vertrokken zij naar Nederlands-Indië waar op 11 december 1905 hun dochter Helène Hermance (Helly) Dessauvagie werd geboren. In 1914 keerde het gezin terug naar Den Haag. Op 3 april 1918 werd hun zoon Fred Dessauvagie in Den Haag geboren.
Doordat haar echtgenoot werkzaam was in het leger, werd hij vanwege het uitbreken van de Eerste Wereldoorlog gemobiliseerd en bleef het gezin enkele jaren in Nederland wonen. In 1921 keerden zij terug naar Soerabaja, Nederlands-Indië. In 1929 kwam ze opnieuw samen met haar zoon in Den Haag wonen. Haar man en dochter woonden in Nederlands-Indië.
Tijdens de Tweede Wereldoorlog sloot ze zich aan bij de Ordedienst. In haar huis verborg ze wapens voor de verzetsbeweging waarvoor ze op 25 maart 1942 werd gearresteerd. Na haar arrestatie werd ze overgebracht naar het Oranjehotel waar ze in cel 381 verbleef. In februari 1943 werd ze naar Ravensbrück gedeporteerd. Aldaar kreeg ze kampnummer 18737.
Tijdens een appel op 9 februari 1945 werd ze onwel. Ze werd diezelfde dag in Ravensbrück vergast. Ze werd 59 jaar oud.

## Eerbetoon en nalatenschap
Tijdens haar gevangenschap in het Oranjehotel borduurde ze haar naam op een zakdoek. Deze zakdoek werd samen met twee andere zakdoeken met geborduurde namen naar buiten gesmokkeld. Het is thans onderdeel van de museumcollectie van het Oranjehotel.
In 2014 werd haar verhaal samen met dat van dertien anderen belicht in de tentoonstelling Indisch Den Haag in Verzet, de helden van ’40–’45 in het Haags Historisch Museum.
Haar naam wordt genoemd op het oorlogsmonument Vrouwen uit het verzet (1999) in Heerhugowaard. In de wijk Zuidwijk/Huygenhoek in deze gemeente werd de straat 'Juliana Wilhelmina van der Noordaatuin' naar haar vernoemd.